# Неотропическое царство
Неотропическое царство — единица флористического районирования в биогеографии и экологии. Расположено целиком в Новом Свете, занимает Южную и Центральную Америку. Флора его, тем не менее, имеет общее происхождение с палеотропической, о чём говорит наличие многих общих видов, родов и семейств растений. Например, семейство бромелиевых распространено широко и в Африке, и Южной Америке. Лишь один вид этого семейства является эндемичным для Гвинеи. Для обоих царств характерны анноновые, лавровые, страстоцветные, ризофоровые, миртовые, орхидные, пальмы и многие другие. Всего 450 родов.
Неотропическая флора насчитывает примерно 30 эндемичных семейств, а также множество эндемичных родов и видов, поскольку длительное время развивалась и обособленно. Эндемичны канновые, настурциевые, циклоцветные, маркгравиевые.
Богато представлены орхидные (к орхидеям относится ваниль). Велико разнообразие пальм.
Канны известны тем, что давно приспособлены в качестве декоративных. Это высокое растение с оранжевыми или красными цветами.
Семейство канновых представлено одним родом.

В области Гвианского нагорья сосредоточена наиболее древняя и оригинальная флора. Богата флора Амазонской низменности.
Подразделение Неотропического царства:
- Карибская область
- Область Гвианского нагорья
- Амазонская область
- Бразильская область
- Андийская область